# Kadsura lanceolata
Kadsura lanceolata là một loài thực vật có hoa trong họ Schisandraceae. Loài này được King miêu tả khoa học đầu tiên năm 1889.